# Ratpenat llistat de Thomas
El ratpenat llistat de Thomas (Platyrrhinus dorsalis) és una espècie de ratpenat de la família dels fil·lostòmids. Viu a Colòmbia, l'Equador, Panamà i Veneçuela. El seu hàbitat natural són boscos verds i les vores del bosc en turons i muntanyes. S'ha trobat en les fulles de palmeres i de conjunt de fulles. No hi ha cap amenaça significativa per a la supervivència d'aquesta espècie, tot i que està afectada per desforestació i la pèrdua d'hàbitat.